# Bakesaurus
Bakesaurus là một chi khủng long ornithopoda từ Creta muộn của Trung Quốc. Nó được nhắc đến và vẽ thành trong quyển The Dinosaur Egg Fossils in Nanyang, China của Zhou S. (2005). Các nhà khoa học không chắc chắn rằng "Bakesaurus" có thực sự tồn tại không, và không có loài nào được mô tả.